# Cuernos del Diablo
Le Cuernos del Diablo est un volcan du Chili qui se présente sous la forme d'un stratovolcan érodé par les glaciers qui couvrent son sommet culminant à 1 862 mètres d'altitude, entouré de cônes pyroclastiques ayant émis des coulées de lave.